# Залуквянська сільська рада
| Залуквянська сільська рада — орган місцевого самоврядування у Галицькому районі Івано-Франківської області з адміністративним центром у с. Залуква. Історична дата утворення: в 1940 році. Водоймища на території, підпорядкованій даній раді: річка Луква. Сільській раді підпорядковані населені пункти: - с. Залуква — населення 2 403 чол.; площа 14,153 км² - с. Шевченкове — населення 159 чол.; площа 1,495 км² |

## Склад ради
Рада складається з 19 депутатів та голови.

### Керівний склад ради
| ПІБ                       | Основні відомості                                                           | Дата обрання | Дата звільнення |
| ------------------------- | --------------------------------------------------------------------------- | ------------ | --------------- |
| Медвідь Михайло Федорович | Сільський голова, 1956 року народження, освіта, член Народного Руху України | 26.03.2006   | 31.10.2010      |

Примітка: таблиця складена за даними джерела